# Улица без излаза
Улица без излаза (енгл. Dead End) је филмска крими-драма из 1937. заснована на истоименој представи Сиднија Кингслија. Филм је режирао Вилијам Вајлер, док глумачку поставу чине: Силвија Сидни, Џоел Макри, Хамфри Богарт, Венди Бари, Клер Тревор и Ален Џенкинс.

## Улоге
| Глумац        | Улога                  |
| ------------- | ---------------------- |
| Силвија Сидни | Дрина Гордон           |
| Џоел Макри    | Дејв Конел             |
| Хамфри Богарт | Хју „Беби-Фејс“ Мартин |
| Венди Бари    | Кеј Бертон             |
| Клер Тревор   | Френси                 |
| Ален Џенкинс  | Ханк                   |